# Rietratten
Rietratten (Thryonomyidae) zijn een familie van knaagdieren uit de superfamilie Thryonomyoidea die voorkomt in Afrika ten zuiden van de Sahara, van Senegal en Soedan tot Namibië en noordelijk Zuid-Afrika. Het enige levende geslacht zijn de echte rietratten (Thryonomys), waar twee soorten van bestaan.

## Kenmerken
Rietratten zijn grote, zwaar gebouwde knaagdieren. Hun ruwe, borstelige haar is geel- tot grijsbruin van kleur; hun buik is grijs of witachtig. Ze hebben een grote kop met kleine ogen en kleine, ronde oren. Hoewel ze slecht kunnen zien, hebben ze een goed gehoor- en reukvermogen. Ze hebben brede, oranje snijtanden.
Hun ledematen zijn kort en krachtig; iedere voet eindigt in drie grote tenen. De eerste en vijfde teen zijn rudimentair of afwezig. Elke teen draagt een nagel, waarmee de rietrat kan graven. De staart is spaarzaam behaard en duidelijk korter dan het lichaam. Ze worden 35 tot 61 cm lang, met een staart van 7 tot 26 en een gewicht van vier tot zeven of in uitzonderlijke gevallen negen kilo.

## Levenswijze
Rietratten leven voornamelijk in vochtige of zelfs moerassige gebieden, met veel gras, dat hun als plaats om zich in te verstoppen en als voedingsmiddel dient. Vaak worden ze ook in plantages gevonden. Ze gebruiken vaak verlaten holen van andere dieren. Ondanks hun lompe uiterlijk kunnen ze hard lopen en goed zwemmen.
Rietratten zijn voornamelijk 's nachts actief. Ze leven vaak in groepjes van een mannetje en enkele wijfjes, hoewel het mannetje in de droge tijd vaak solitair is. Zo'n groep bewoont een gebied van 3000 tot 4000 m2. Ruzies tussen het dominante mannetje en jonge mannetjes worden beslecht door elkaar met hun neuzen weg te drukken. Als een van de twee de druk niet meer kan weerstaan wordt hij verstoten.

## Voedsel
Rietratten eten voornamelijk grassen en riet, maar vaak ook vruchten en noten. Vaak eten ze gewassen die in plantages verbouwd worden.

## Voortplanting
De paartijd hangt van het klimaat af; in de vochtigere, warmere regio's kan het wijfje tweemaal per jaar jongen ter wereld brengen. De draagtijd bedraagt 140 tot 170 dagen. Er worden twee tot acht (meestal vier) jongen geboren. Het wijfje legt voor de geboorte een eigen nest aan. Net geboren rietratten zijn behaard, hebben open ogen en blijven niet in het nest. Na een jaar zijn ze geslachtsrijp. Ze worden tot vier jaar en vier maanden oud in gevangenschap.

## Rietratten en mensen
Rietratten kunnen grote schade toebrengen aan akkers en plantages, zodat ze als plaag vervolgd worden. Hun vlees is ook een belangrijk voedingsmiddel, zodat ze veel bejaagd worden. Op veel Afrikaanse markten wordt meer rietratten- dan runder- en varkensvlees verkocht.

## Taxonomie
Er zijn fossiele rietratten bekend sinds het Oligoceen, en in het Mioceen kwamen ze ook in Eurazië voor.
De familie omvat de volgende soorten:
- Geslacht Apodector†
  - Apodector stromeri†
- Geslacht Epiphiomys†
- Geslacht Gaudeamus†
  - Gaudeamus aegyptius†
- Geslacht Kochalia†
- Geslacht Neosciuromys†
  - Neosciuromys africanus†
- Geslacht Paraphiomys†
  - Paraphiomys occidentalis†
  - Paraphiomys pigotti†
- Geslacht Paraulacodus†
  - Paraulacodus indicus†
  - Paraulacodus johanesi†
- Geslacht Sacaresia†
- Geslacht Sayimys†
- Geslacht echte rietratten (Thryonomys)
  - Kleine rietrat (Thryonomys gregorianus)
  - Grote rietrat (Thryonomys swinderianus)